# Speakers Going Hammer
Speakers Going Hammer è una canzone del rapper statunitense Soulja Boy, estratta dal suo terzo album in studio The DeAndre Way il 19 ottobre 2010. Il singolo, ha raggiunto la posizione numero 6 della Bubbling Under Hot 100, la posizione numero 47 della Hot R&B/Hip-Hop Songs e la posizione numero 24 della Hot Rap Songs.
La canzone è stata eseguita la prima volta dal vivo ai BET Hip Hop Awards del 2010. Speakers Going Hammer, è presente su The Sims 3, sulla stazione radiofonica hip-hop.
Alcuni artisti della scena hip-hop, quali T-Pain, Pusha T e Royce da 5'9" hanno creato una versione alternativa della traccia.

## Classifiche
| Classifica (2010)                       | Posizione più alta |
| --------------------------------------- | ------------------ |
| U.S. Bubbling Under Hot 100 (Billboard) | 6                  |
| U.S. Hot R&B/Hip-Hop Songs (Billboard)  | 47                 |
| U.S. Hot Rap Songs (Billboard)          | 24                 |